# Final de la Copa del Rey de fútbol 2013-14
La final de la Copa del Rey de fútbol 2013-14 se disputó el 16 de abril de 2014 en el Estadio de Mestalla, Valencia. Fue la 110.ª edición de la final del torneo y los equipos que la disputaron fueron el Real Madrid Club de Fútbol y el Fútbol Club Barcelona, siendo la séptima vez en la historia que se disputaba «el Clásico» en una final de Copa.
La final concluyó con resultado de 2-1 a favor de los madridistas, que se alzaron con su decimonoveno título copero.

## Camino a la final
| Real Madrid       | Real Madrid | Real Madrid              | Eliminatoria     | Barcelona     | Barcelona | Barcelona                |
| ----------------- | ----------- | ------------------------ | ---------------- | ------------- | --------- | ------------------------ |
| Oponente          | Resultado   | Global                   |                  | Oponente      | Resultado | Global                   |
| Olímpic de Xàtiva | 2–0         | 0–0 visitante; 2–0 local | Dieciseisavos    | Cartagena     | 7–1       | 4–1 visitante; 3–0 local |
| Osasuna           | 4–0         | 2–0 local; 2–0 visitante | Octavos de final | Getafe        | 6–0       | 4–0 local; 2–0 visitante |
| Espanyol          | 2–0         | 1–0 visitante; 1–0 local | Cuartos de final | Levante       | 9–2       | 4–1 visitante; 5–1 local |
| Atlético Madrid   | 5–0         | 3–0 local; 2–0 visitante | Semifinales      | Real Sociedad | 3–1       | 2–0 local; 1–1 visitante |

## Partido
| 13         | POR        | José Manuel Pinto |     |
| 22         | DEF        | Dani Alves        |     |
| 14         | DEF        | Javier Mascherano |     |
| 15         | DEF        | Marc Bartra       | 86' |
| 18         | DEF        | Jordi Alba        | 46' |
| 6          | MED        | Xavi Hernández    |     |
| 16         | MED        | Sergio Busquets   |     |
| 8          | MED        | Andrés Iniesta    |     |
| 11         | DEL        | Neymar            |     |
| 4          | DEL        | Cesc Fàbregas     | 59' |
| 10         | DEL        | Lionel Messi      |     |
| Entrenador | Entrenador | Gerardo Martino   |     |

| 1          | POR        | Iker Casillas   |     |
| 15         | DEF        | Dani Carvajal   |     |
| 3          | DEF        | Pepe            |     |
| 4          | DEF        | Sergio Ramos    |     |
| 5          | DEF        | Fábio Coentrão  |     |
| 14         | MED        | Xabi Alonso     |     |
| 19         | MED        | Luka Modrić     |     |
| 23         | MED        | Isco            | 89' |
| 22         | DEL        | Ángel Di María  | 86' |
| 11         | DEL        | Gareth Bale     |     |
| 9          | DEL        | Karim Benzema   | 90' |
| Entrenador | Entrenador | Carlo Ancelotti |     |

| 21 | DEF | Adriano Correia | 46' |
| 7  | MED | Pedro Rodríguez | 59' |
| 9  | DEL | Alexis Sánchez  | 86' |

| 24 | MED | Asier Illarramendi | 86' |
| 16 | MED | Casemiro           | 88' |
| 2  | DEF | Raphaël Varane     | 89' |

| Anotado | 68' | Marc Bartra | 1–1 |

| Anotado | 11' | Ángel Di María | 0–1 |
| Anotado | 85' | Gareth Bale    | 1–2 |

| Amonestado | 17' | Neymar            |
| Amonestado | 53' | Javier Mascherano |

| Amonestado | 3'  | Isco        |
| Amonestado | 17' | Pepe        |
| Amonestado | 87' | Xabi Alonso |

|  |

|  |

| Árbitro             | Antonio Miguel Mateu Lahoz |
| Árbitros asistentes | Pau Cebrián Devis          |
| Árbitros asistentes | Raúl Cabañero Martínez     |
| Cuarto árbitro      | Carlos Clos Gómez          |

| 13         | POR        | José Manuel Pinto |     |
| 22         | DEF        | Dani Alves        |     |
| 14         | DEF        | Javier Mascherano |     |
| 15         | DEF        | Marc Bartra       | 86' |
| 18         | DEF        | Jordi Alba        | 46' |
| 6          | MED        | Xavi Hernández    |     |
| 16         | MED        | Sergio Busquets   |     |
| 8          | MED        | Andrés Iniesta    |     |
| 11         | DEL        | Neymar            |     |
| 4          | DEL        | Cesc Fàbregas     | 59' |
| 10         | DEL        | Lionel Messi      |     |
| Entrenador | Entrenador | Gerardo Martino   |     |

| 1          | POR        | Iker Casillas   |     |
| 15         | DEF        | Dani Carvajal   |     |
| 3          | DEF        | Pepe            |     |
| 4          | DEF        | Sergio Ramos    |     |
| 5          | DEF        | Fábio Coentrão  |     |
| 14         | MED        | Xabi Alonso     |     |
| 19         | MED        | Luka Modrić     |     |
| 23         | MED        | Isco            | 89' |
| 22         | DEL        | Ángel Di María  | 86' |
| 11         | DEL        | Gareth Bale     |     |
| 9          | DEL        | Karim Benzema   | 90' |
| Entrenador | Entrenador | Carlo Ancelotti |     |

| 21 | DEF | Adriano Correia | 46' |
| 7  | MED | Pedro Rodríguez | 59' |
| 9  | DEL | Alexis Sánchez  | 86' |

| 24 | MED | Asier Illarramendi | 86' |
| 16 | MED | Casemiro           | 88' |
| 2  | DEF | Raphaël Varane     | 89' |

| Anotado | 68' | Marc Bartra | 1–1 |

| Anotado | 11' | Ángel Di María | 0–1 |
| Anotado | 85' | Gareth Bale    | 1–2 |

| Amonestado | 17' | Neymar            |
| Amonestado | 53' | Javier Mascherano |

| Amonestado | 3'  | Isco        |
| Amonestado | 17' | Pepe        |
| Amonestado | 87' | Xabi Alonso |

|  |

|  |

| Árbitro             | Antonio Miguel Mateu Lahoz |
| Árbitros asistentes | Pau Cebrián Devis          |
| Árbitros asistentes | Raúl Cabañero Martínez     |
| Cuarto árbitro      | Carlos Clos Gómez          |

|                                   |
| Bandera de la Comunidad de Madrid |
| Campeón                           |
| Real Madrid CF                    |
| 19.º título                       |